# Eleutherodactylus schmidti
Eleutherodactylus schmidti är en groddjursart som beskrevs av Noble 1923. Eleutherodactylus schmidti ingår i släktet Eleutherodactylus och familjen Eleutherodactylidae. IUCN kategoriserar arten globalt som akut hotad. Inga underarter finns listade i Catalogue of Life.